# 1-ша Варшавська піхотна дивізія (Польща)
1-ша Варшавська польська піхотна дивізія імені Тадеуша Костюшка (пол. 1 Polska Dywizja Piechoty im. Tadeusza Kościuszki) — військове з'єднання, піхотна дивізія, сформована у 1943 році в СРСР активістами Спілки польських патріотів із польських громадян та громадян СРСР — поляків за походженням.

## Створення
6 травня 1943 року Державний комітет оборони СРСР видав постанову № 3294 «Про формування 1-ї польської піхотної дивізії імені Тадеуша Костюшка». Формування дивізії розпочалося 14 травня 1943 року в Селецьких таборах військовополонених під Рязанню.

## Організаційна структура
Формування 1-ї польської піхотної дивізії проводилося за стандартами радянської стрілецької дивізії № 04/500-04/512 з додатковими засобами підсилення. До складу дивізії входили наступні військові частини та підрозділи:
- 1-й піхотний полк;
- 2-й піхотний полк;
- 3-й піхотний полк;
- 1-й окремий жіночий піхотний батальйон імені Емілії Плятер;
- 1-й полк легкої артилерії;
- один окремий винищувальний протитанковий дивізіон 45-мм гармат;
- один дивізіон 120-мм мінометів;
- окрема розвідувальна рота;
- окрема рота зв'язку;
- підрозділи зенітної артилерії;
- частини тилу.

Одночасно почалося формування танкового полку, який знаходився в оперативному підпорядкуванні 1-й 1-ї польської піхотної дивізії.
Підрозділи були озброєні радянською зброєю, також СРСР надав бойову техніку, спорядження та відповідав за тилове забезпечення польської дивізії. Навчання проводилося за статутами Червоної Армії. Особовий склад був одягнений в польську військову форму зразка 1939 року, але з власними знаками розрізнення (як кокарда був затверджений «п'ястовський орел»).
Забезпечення особового складу дивізії продуктами харчування відповідало нормам, встановленим для радянської гвардійської стрілецької дивізії.
Родини військових отримували пенсії та допомогу нарівні з родинами військових Червоної Армії, користувалися всіма податковими та іншими пільгами.
В середині липня 1943 року при дивізії почалося розгортання польських авіачастин:
- 1-ї окремої польської винищувальної ескадрильї;
- 1-го польського навчально-тренувального авіазагону.

## Командування та особовий склад
Командиром дивізії був призначений полковник Зигмунд Берлінг (колишній начальник військового табору Армії Андерса в Красноводську); заступником командира дивізії — Кароль Сверчевський, політруком — Александр Завадский. Начальник штабу — Тарас Стеця.
Формування дивізії розпочалося 13 травня 1943 року, станом на 17 травня 1943 року, у ній нараховувалося 1818 ос., на 19 травня 1943 року — 5716 ос., а 29 травня 1943 року була досягнута повна штатна чисельність.
Станом на 5 липня 1943 року, дивізія нараховувала 14 380 осіб (з них поляків — 13 520 ос., євреїв — 439 ос., українців — 209 ос., білорусів — 108 ос. та росіян — 112 ос.).
15 липня 1943 року (в річницю битви при Грюнвальді) бійці дивізії прийняли військову присягу, в той самий день «Спілка польських патріотів» урочисто вручив дивізії бойовий прапор (червоно-білий, з девізом «За вашу і нашу свободу!»).
У зв'язку з катастрофічною нестачею командних кадрів та технічних спеціалістів (станом на 15 червня 1943 року у наявності було 37,6% від штатної кількості офіцерів, 15 липня 1943 року радянське командування відрядило в розпорядження 1-ї польської піхотної дивізії 325 радянських офіцерів (з них, 150 офіцерів були розподілені на заміщення посад середнього командного складу дивізії). Одночасно розпочалася підготовка польських командних кадрів — 920 курсантів були направлені до радянських військово-навчальних закладів. Підготовка офіцерських кадрів проходила в Рязанському піхотному училищі, 3-му Ленінградському артилерійському училищі (м. Кострома) та Рибінському танковому училищі; підготовка підофіцерів проходила в полковій школі 1-го піхотного полку та у навчальному батальйоні дивізії. В результаті, вже у серпні 1943 року в дивізії було 60% від штатної кількості офіцерів.

## Участь в бойових діях

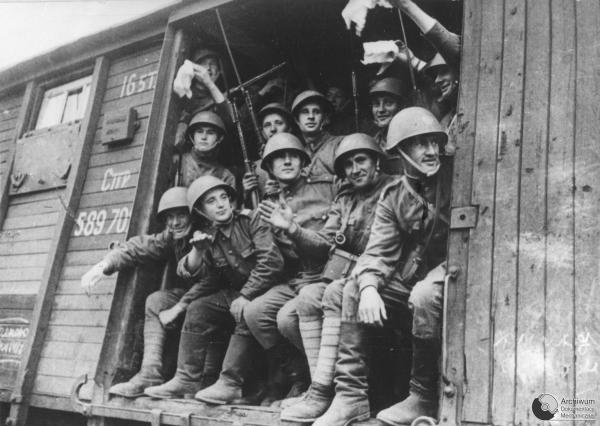
Солдати дивізії їдуть на фронт у 1943 році.

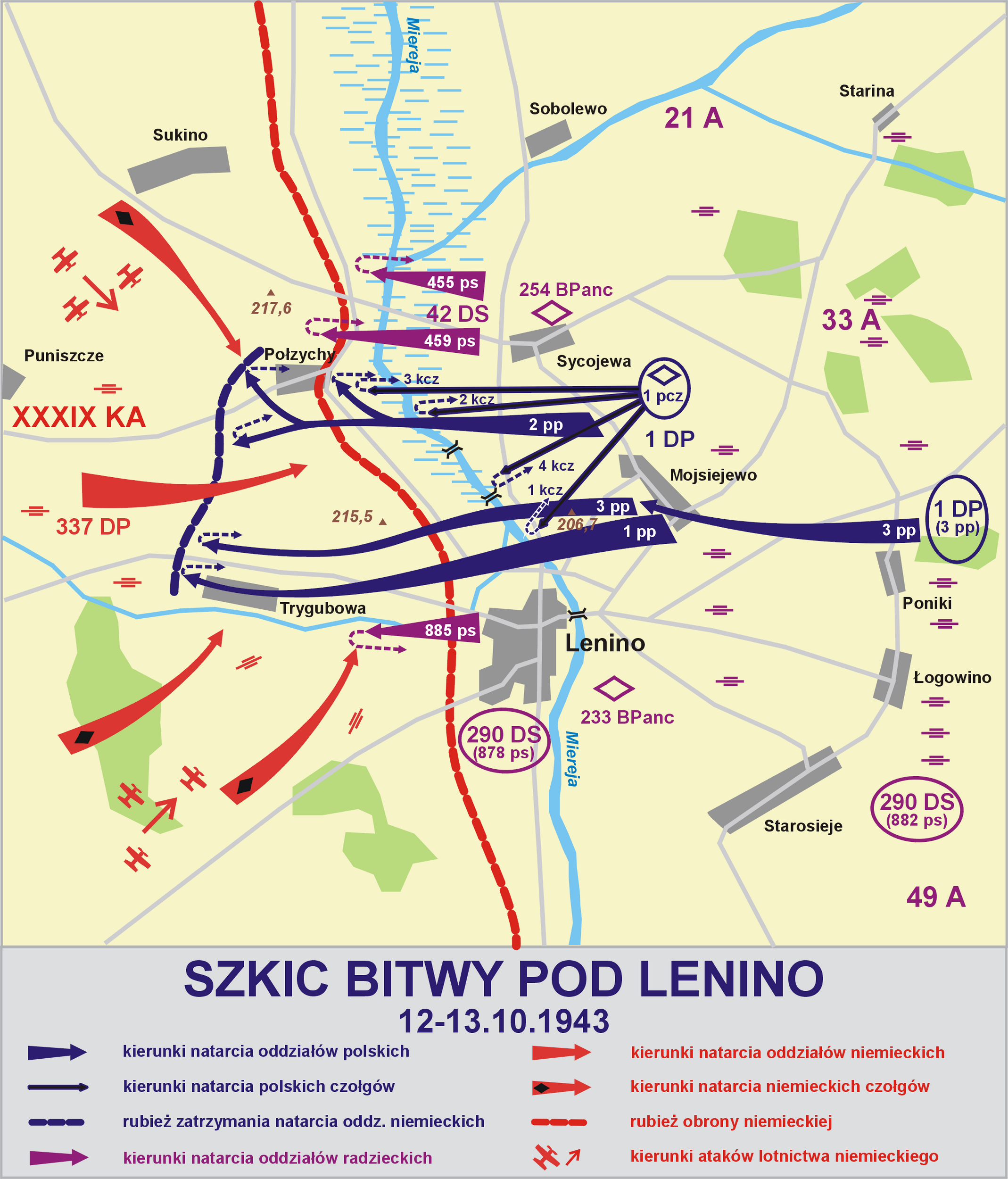
Битва під Леніно

10 серпня 1943 року був створений 1-й польський корпус, до складу якого увійшли вже наявні польські військові частини (у тому числі 1-ша польська піхотна дивізія) та розпочалося формування нових польських підрозділів.
1 вересня 1943 року 1-ша польська піхотна дивізія була направлена на фронт.
12 — 13 жовтня 1943 року під Леніно Горецького району Могилівської області відбувся перший бій 1-ї польської піхотної дивізії, які знаходилися в оперативному підпорядкуванні 33-ї армії Західного фронту. 1-ша польська дивізія атакувала німецькі оборонні позиції за підтримки радянської артилерії (одного мінометного полку, двох артилерійських полків та однієї гаубичної артилерійської бригади) та при взаємодії з частинами 42-ї та 290-ї радянських стрілецьких дивізій. Під час дводенних боїв частини польської дивізії завдали значної шкоди противнику, зайняли Тригубово та Поползухіно. Три бійці польської дивізії були удостоєні звання Героя Радянського Союзу, 247 — нагороджені орденами та медалями.
Серед тих трьох бійців польської дивізії, удостоєних високого звання — Героя Радянського Союзу, слід виділити 35-річного капітана Владислава Казимировича Висоцького. 12 жовтня 1943 року командир 3-го батальйону капітан В. Висоцький зі своїми бійцями успішно опанував потужним вузлом опору противника та захопив першу лінію оборону гітлерівців, вклинившись у другу… В критичний момент бою, будучи важко пораненим, капітан Висоцький повів своїх бійців у багнетну атаку… Мужній польський офіцер загинув смертю хоробрих в цьому бою. 11 листопада 1943 року йому посмертно було присвоєне звання Героя Радянського Союзу та нагороджено орденом Леніна.
Власні втрати дивізії досягли 25% особового складу (502 убитих, 1776 поранених і 663 зниклих безвісти). 14 жовтня дивізія була відведена на переформування.
8 квітня 1944 1-й дивізіон зенітної артилерії брав участь у відбитті авіанальоту на Дарницю.
У березні 1944 року польські частини на території СРСР були розгорнуті в 1-у польську армію. У складі цієї армії дивізія брала участь у визволенні Польщі, штурмі Поморського валу і в боях на території Німеччини (у тому числі в  штурмі Берліна).
16-17 січня 1945 року дивізія, спільно з іншими частинами 1-ї армії Війська Польського та радянськими 47-й і 61-й армії брала участь у визволенні Варшави (при цьому, вояки дивізії стали першими солдатами, які досягли міста).
Дивізія також відіграла центральну роль у придушенні антикомуністичного опору у визволеній від нацистів Польщі.

## Почесне найменування та відзнаки

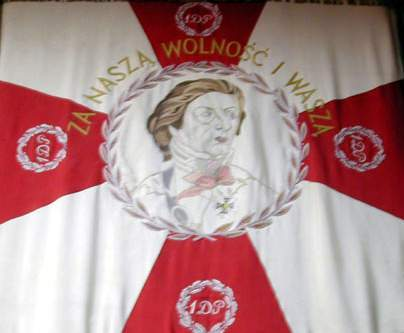
Прапор дивізії, виготовлений «Спілкою польських патріотов» та вручене дивізії 15 липня 1943 року

- у січні 1945 року дивізія була нагороджена орденом Червоного Прапора[6]
- 17 січня 1945 року дивізії було присвоєно почесне найменування «Варшавська», а в подальшій історії свого існування дивізія йменувалася, як 1-ша Варшавська піхотна дивізія імені Тадеуша Костюшка.
- 4 травня 1945 року дивізія була нагороджена орденом Кутузова II степені[7].
- нагороджена золотим хрестом ордена «Віртуті Милітарі».

## Сучасність
У 1955 році дивізія була перетворена на 1-шу Варшавську механізовану дивізію Війська Польського.
1 вересня 2011 року дивізія була розформована.

## Пам'ять

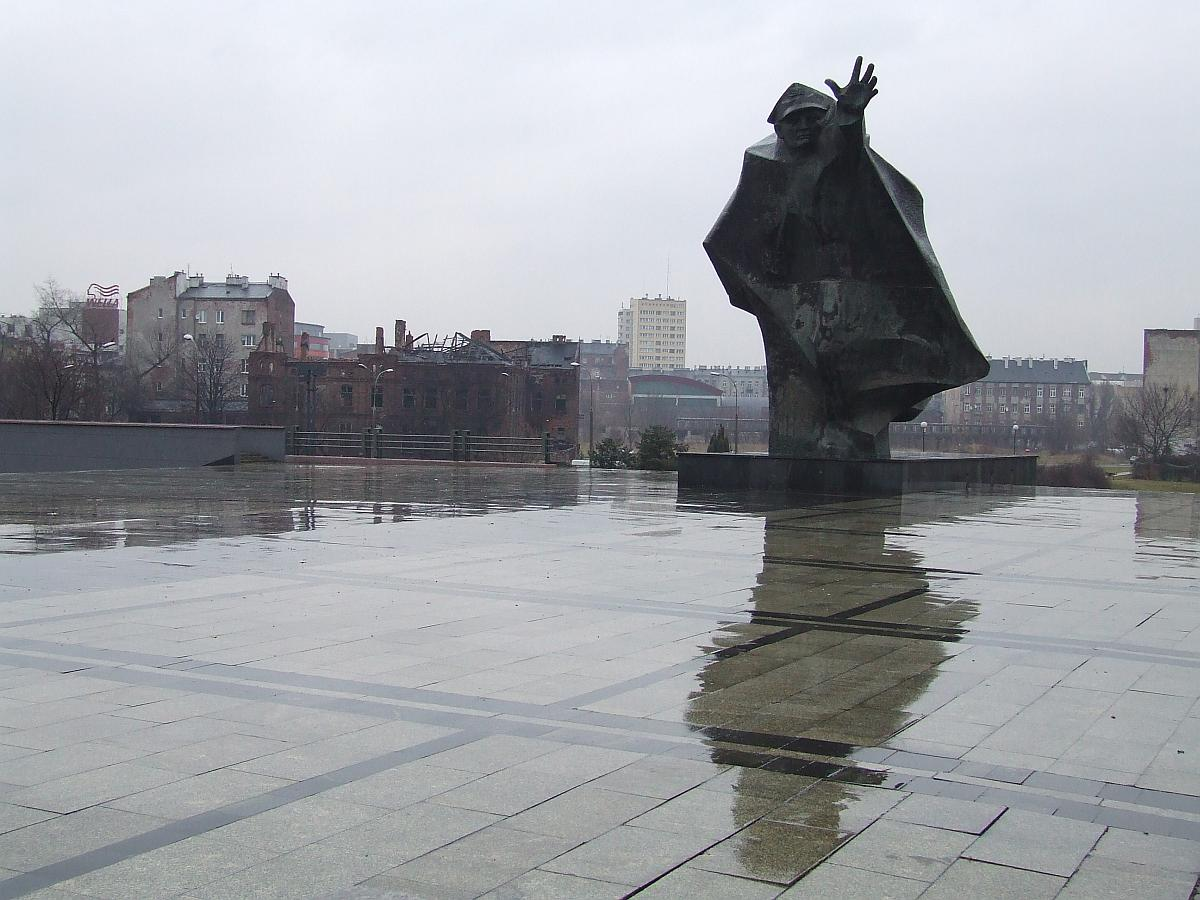
Монумент загиблим воїнам 1-ї польської піхотної дивізії, Варшава

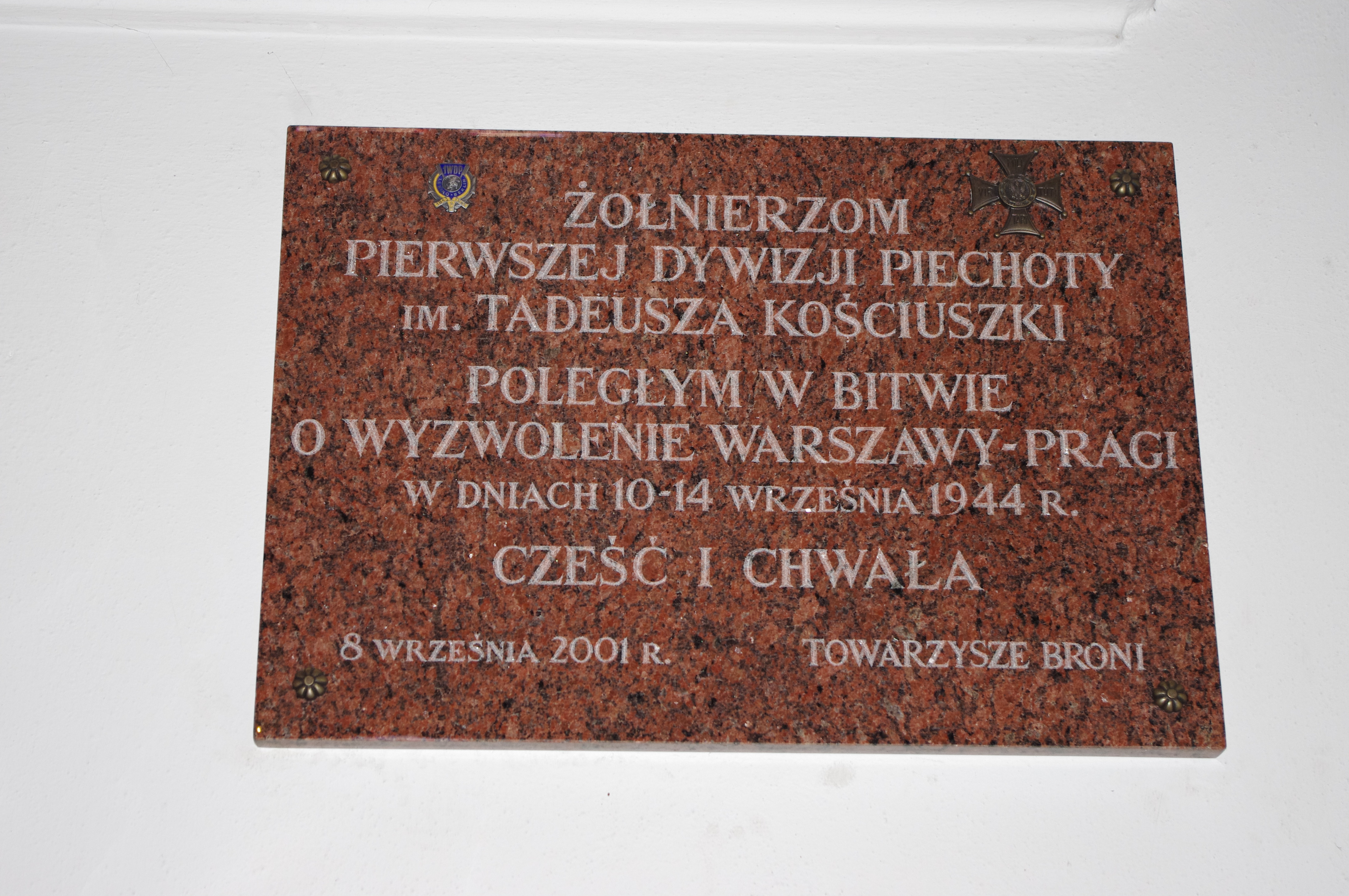
Меморіальна пропам'ятна дошка на честь загиблих солдат 1-ї піхотної дивізії ім. Т. Костюшка у базиліці св. Михаїла та Флоріана у Варшаві

## Цікаві факти
Дизайн пястовського орла для кокарди дивізії обирали письменниця Яніна Броневська та мистецтвознавець Павєл Еттінгер, зрештою еталоном був затверджений орел, висічений в 1825 році в кам'яній ніші з саркофагом Болеслава III в Плоцьку.